# Маруяма Окё

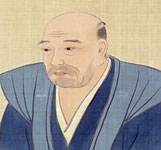
Эстамп 1785 года.

Маруяма Окё (яп. 円山 応挙 Маруяма О:кё, кюдзитай 圓山 應擧; 12 июня 1733, Тамба — 31 августа 1795) — японский художник.

## Жизнь и творчество
Маруяма Окё родился в селе Аноо (穴太村) уезда Кувата провинции Тамба (ныне город Камеока в префектуре Киото) и ещё в юности перебрался в Киото. Начал изучать живопись в мастерской художника по имени Овария Камбэй, где декорировал движущиеся куклы и писал полотна в стиле укиё-э, в стиле западноевропейского искусства. Прошёл дополнительное обучение у такого мастера, как Исида Ютэй, представителя художественной школы Цурудзава, одного из ответвлений школы Кано. Таким образом усовершенствовав своё мастерство, Маруяма получает свои первые заказы и становится популярным среди ценителей искусства в аристократических кругах Киото. Пользуясь многолетним покровительством Юдзё, настоятеля храма Эмман-ин в Оцу (ныне в префектуре Сига), художник работает над соединением концепций и техники японской, китайской и европейской живописи. В его работах соединены натурализм, светотень и перспектива западшой школы с декоративностью и сюжетностью традиционных восточных. В конце жизни, в период между 1785 и 1795 годами Маруяма занимается настенной, панельной живописью в различных синтоистских храмах Японии.
Маруяма Окё вместе со своим другом Мацумурой Госюном является основателем художественной школы Маруяма-Сидзё, оказавшей большое влияние на развитие современной японской живописи нихонга.

## Галерея

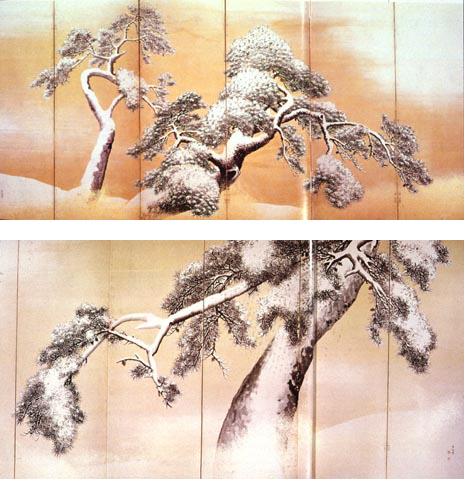
Снег на соснах (период Тэммэй, 1781-89)
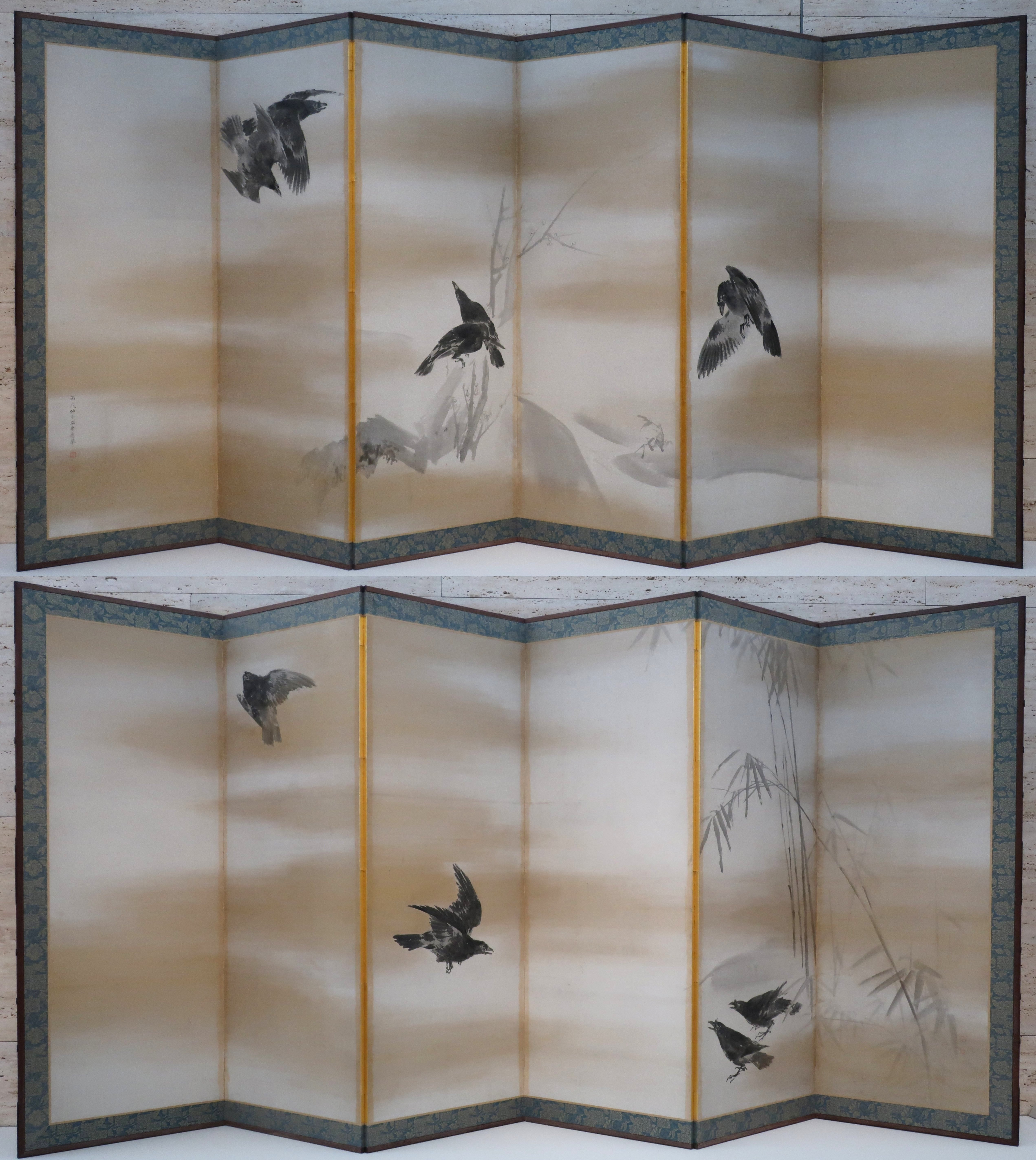
Вороны
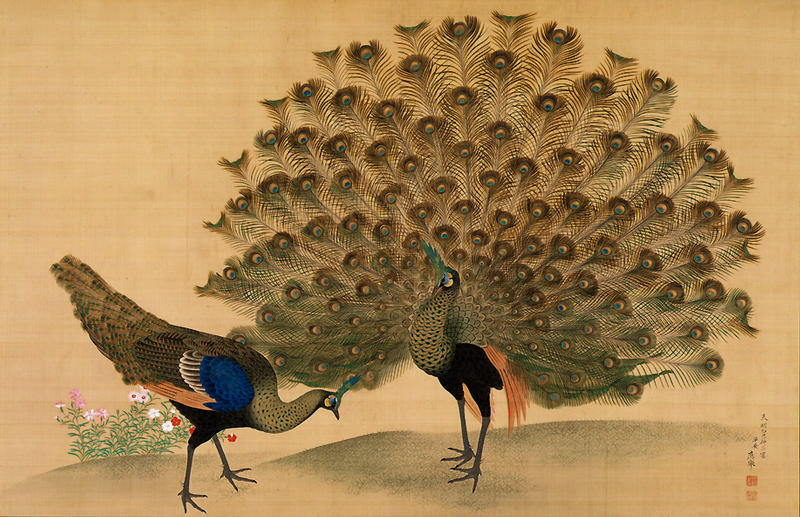
Павлинья пара
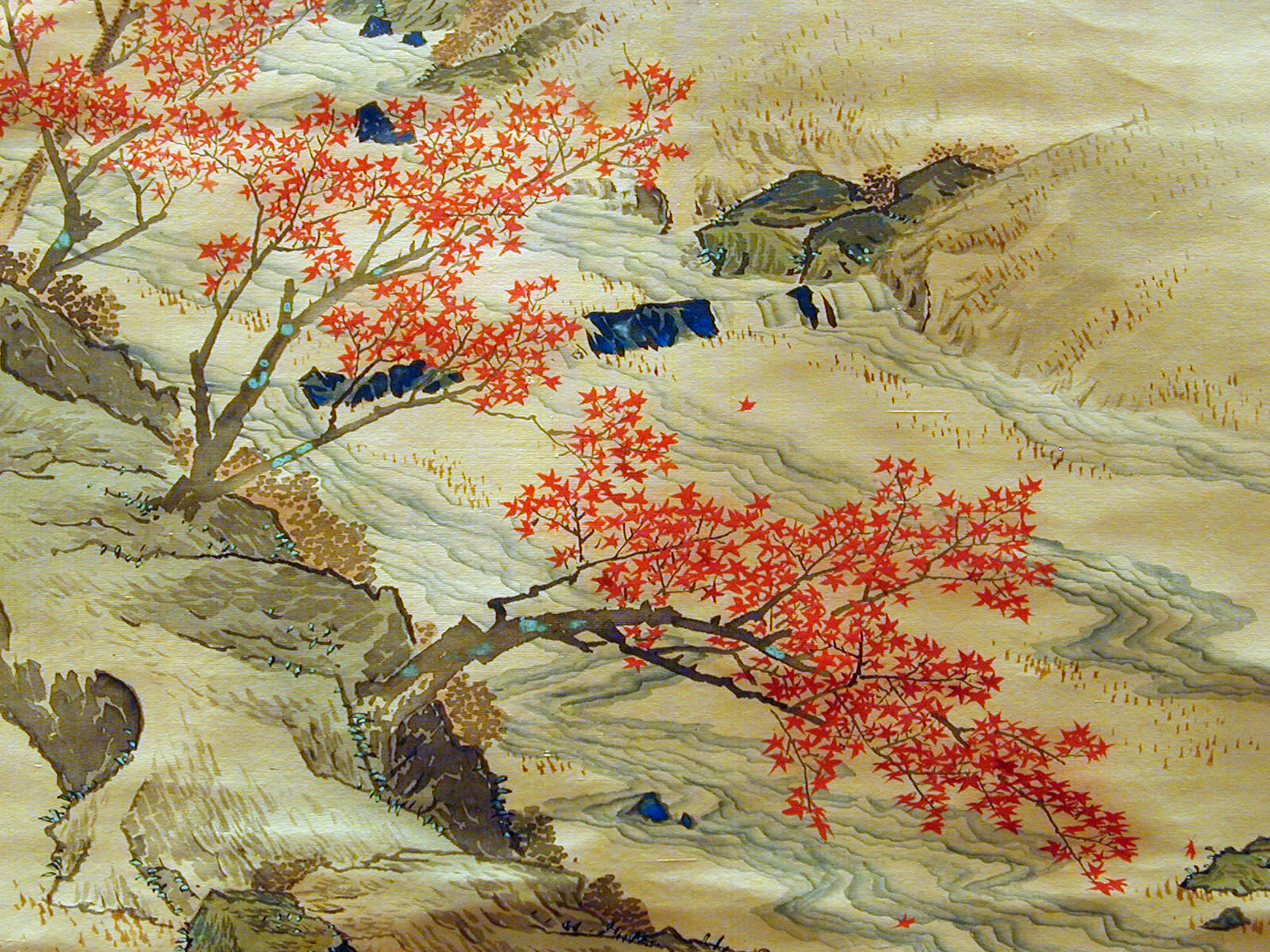
Путешествие Нарихиры на Запад
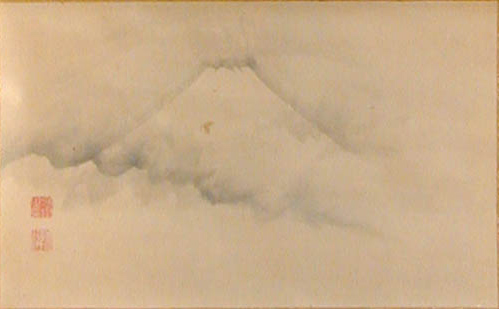
Фудзи
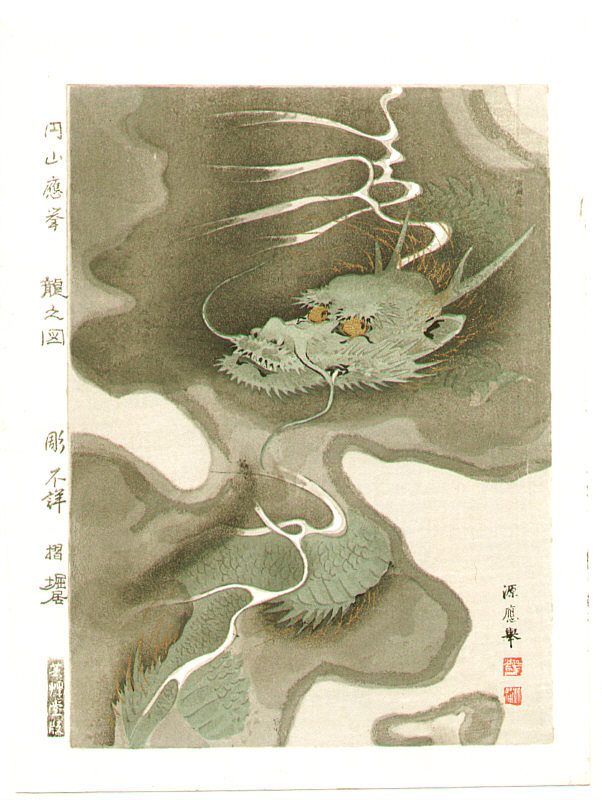
Дракон
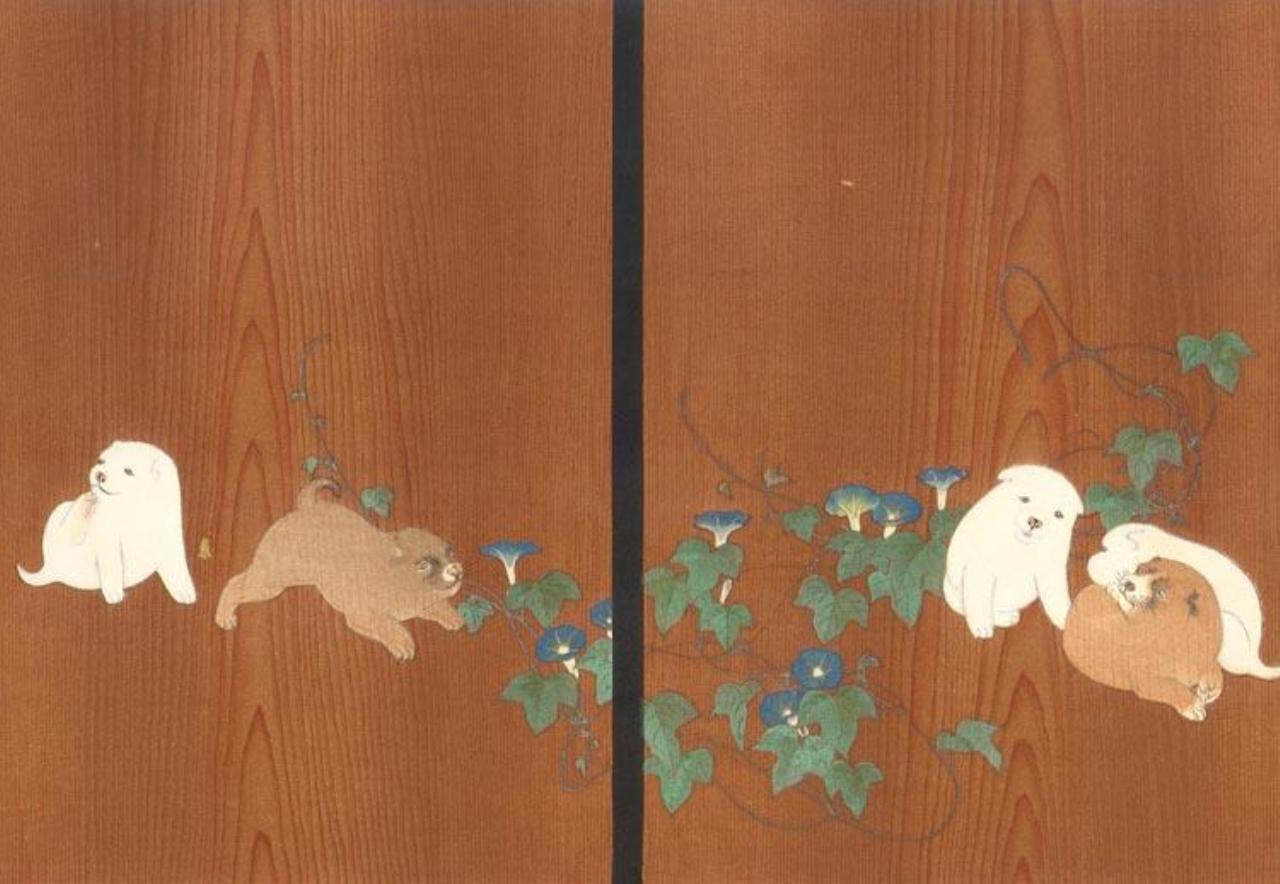
Щенята и вьюнки
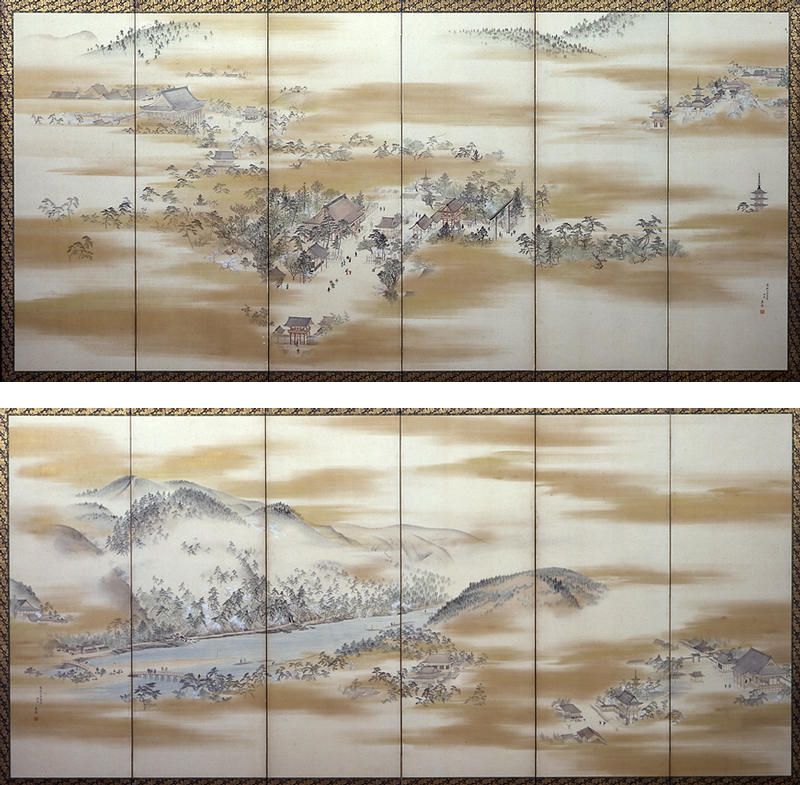
Красивейшие пейзажи Киото
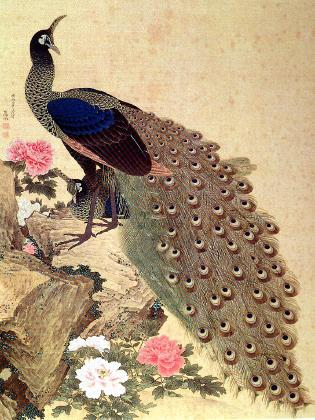
Павлин и пионы
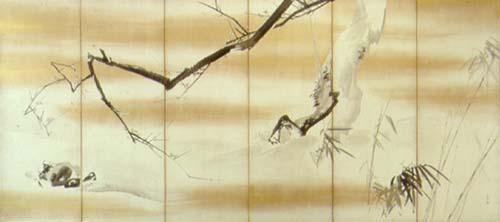
Сосна, бамбук и слива (три символа счастья)